# Spilosoma vestalis
Spilosoma vestalis är en fjärilsart som beskrevs av Alpheus Spring Packard 1864. Spilosoma vestalis ingår i släktet Spilosoma och familjen björnspinnare. Inga underarter finns listade i Catalogue of Life.